# Горобинець карпатський
Горобинець карпатський (Oxytropis carpatica) — вид квіткових рослин родини бобових (Fabaceae). Ендемік Карпат. Це трав'яна багаторічна волосиста рослина, що має розеткові листки до 10 см завдовжки, а також яскраво-сині квітки.

## Біоморфологічна характеристика

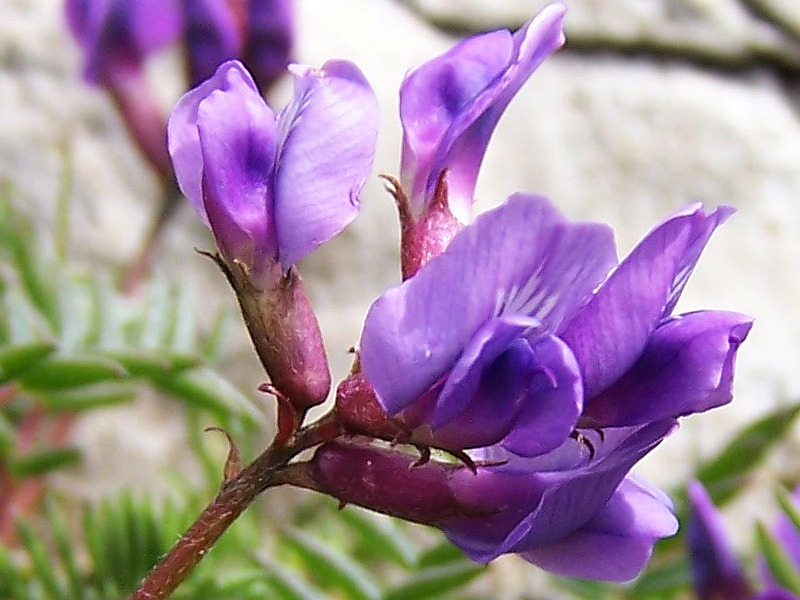

Це трав'яна багаторічна рослина до 15 см заввишки. Листки в приземній розетці 5–10 см завдовжки, листочки яйцювато-ланцетні, кінцеві 5–16 × 2–4 мм, із зворотного боку шовковисто-волосисті. Квітки в округло-яйцеподібних суцвіттях, квітконоси 5–8 см завдовжки, притиснуто волосисті; чашечка дзвоникоподібна, зубці довжиною до 1/2 трубки, лінійно-ланцетні, віночок яскраво-синій. Стручки вузько-яйцеподібні, коротко чорно запушені. Насіння широко яйцювате, стисле збоку; поверхня гладка, трохи блискуча, сірувато-коричнева, без плям.

## Поширення
Карпатський ендемік, що росте на території таких країн: Словаччина, Польща, Румунія, Україна. Зростає на кам'янистих вапняних субстратах, на вологих гірських луках, в альпійській зоні.
В Україні вид росте на скелях у субальпійському поясі — у Карпатах, дуже рідко (Чернівецька та Закарпатська обл.)